# Dataísmo

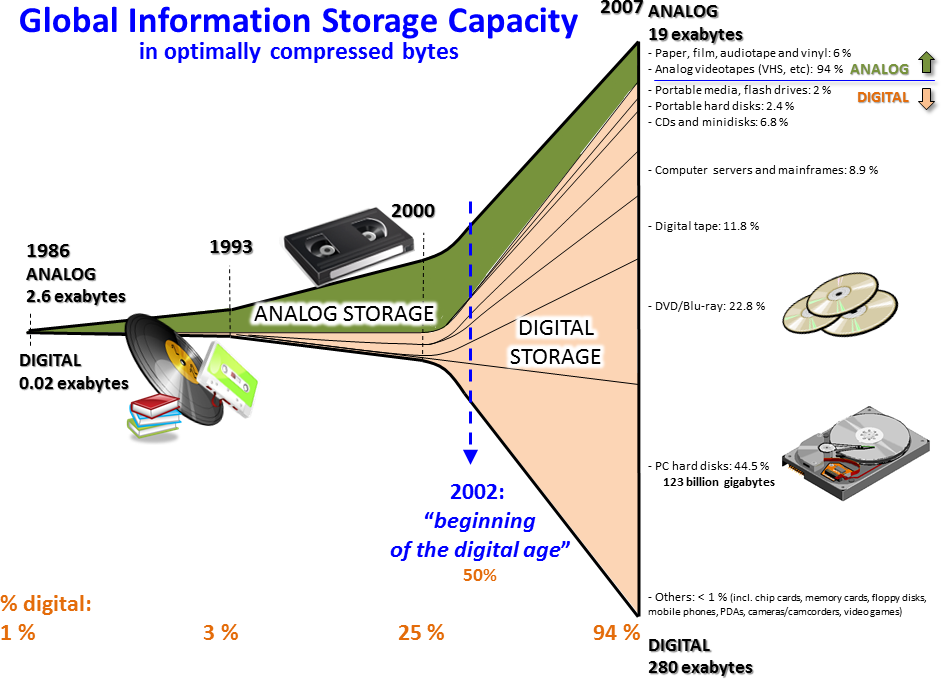
Harari explica el término: Un dataísta es alguien que, para la toma de decisiones confía más en los macrodatos (arriba) y en los algoritmos computacionales que en el conocimiento y sabiduría humanas.

Dataísmo (o datoísmo) es un término que ha sido utilizado para describir la mentalidad, filosofía, creada por el significado emergente del big data, la inteligencia artificial y el internet de las cosas (IoT).
Según el catedrático y ensayista Yuval Noah Harari, de la Universidad Hebrea de Jerusalén, en su libro Homo Deus: Breve historia del mañana el dataísmo, como religión, «no venera ni a dioses ni al hombre: adora los datos».
Un dato es una representación simbólica (numérica, alfabética, algorítmica, espacial, etc.) de un atributo o variable cuantitativa o cualitativa. Los datos describen hechos empíricos, sucesos y entidades.
El término fue utilizado por primera vez por el analista cultural David Brooks en el New York Times en 2013.
Más recientemente, el término ha sido expandido para describir lo que el científico social Yuval Noah Harari ha llamado una ideología emergente o incluso una nueva forma de religión en la cual «el flujo de información es el valor supremo y la libertad de la información es el mayor bien de todos».

## Historia

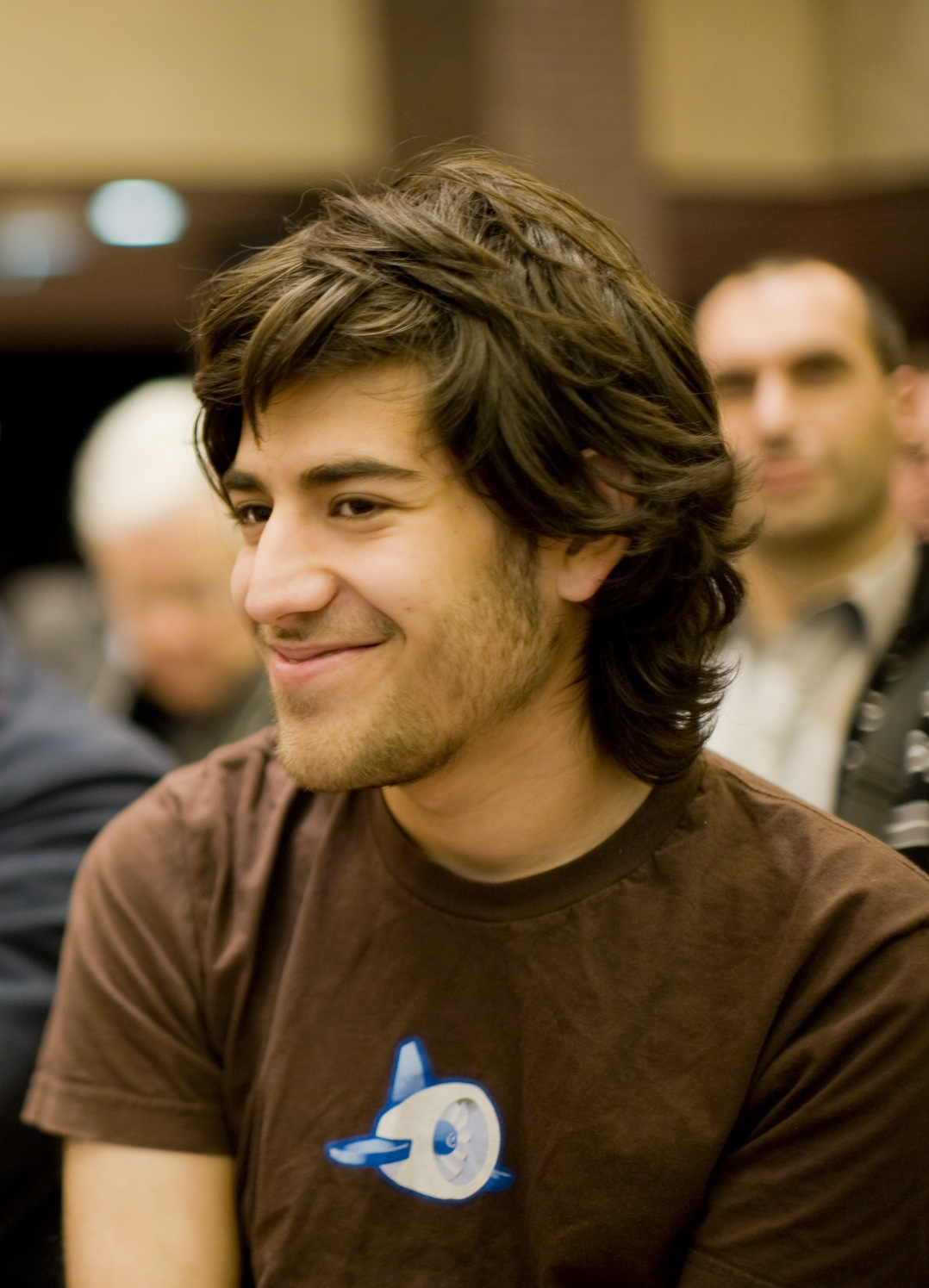
Aaron Swartz, programador, emprendedor, escritor, activista político y hacktivista de Internet, quien se suicidó en 2013, es considerado por Harari como el «primer mártir» dataísta.

«Si me pidieran describir la filosofía al alza de hoy en día, yo diría que es el dataísmo», escribió el analista cultural David Brooks en el periódico New York Times en febrero de 2013. Brooks argumentaba que en un mundo con cada vez mayor complejidad, confiar en los datos puede reducir los sesgos cognitivos y "alumbrar patrones de comportamiento que todavía no hubiéramos percibido".
En 2015, el libro del periodista de tecnología del New York Times y parte del equipo del Premio Pulitzer por Reportaje Explicativo 2013, Steve Lohr, Data-ism, examinó cómo el Big Data está transformando la sociedad, utilizando el término para describir la revolución del Big Data.

## Filosofía del dataísmo

### Desarrollo por Byung-Chul Han
En 2014, el filósofo y ensayista surcoreano Byung-Chul Han manifestó en su libro Psicopolítica:

El big data debe liberar el conocimiento del arbitrio subjetivo. Así pues, la intuición no representa una forma superior del conocimiento. Se trata de algo meramente subjetivo, de un auxilio necesario que suple la falta de datos objetivos. En una situación compleja, siguiendo esta argumentación, la intuición es ciega. Incluso la teoría cae bajo la sospecha de ser una ideología. Cuando hay suficientes datos, la teoría sobra. La segunda Ilustración es el tiempo del saber puramente movido por datos. [...] El dataísmo se muestra como un dadaísmo digital. También el dadaísmo renuncia a un entramado de sentido. Se vacía a la lengua totalmente de su sentido: «Los sucesos de la vida no tienen ni comienzo ni fin. Todo transcurre de manera idiota. Por eso todo es igual. La simplicidad se llama dadá». El dataísmo es nihilismo. Renuncia totalmente al sentido. Los datos y los números no son narrativos, sino aditivos. El sentido, por el contrario, radica en una narración. Los datos colman el vacío de sentido.[...] En general, el dataísmo adquiere rasgos libidinosos, incluso pornográficos. Los dataístas copulan con datos. Así, se habla de «datasexuales». Son «inexorablemente digitales» y encuentran los datos «sexis». El dígito se aproxima al falo.
Byung-Chul Han. Psicopolítica, Barcelona, Herder Editorial, 2014, ISBN 978-84-254-3368-9.

También en una entrevista, dada por la publicación de su libro La desaparición de los rituales (Barcelona, Herder Editorial, 2020, ISBN 978-84-254-4400-5),  concedida al diario El País dice:

El dataísmo es una forma pornográfica de conocimiento que anula el pensamiento. No existe un pensamiento basado en los datos. Lo único que se basa en los datos es el cálculo. El pensamiento es erótico. Heidegger lo compara con el eros. El batir de alas del dios Eros lo acariciaba cada vez que daba un paso significativo en el pensamiento y se atrevía a aventurarse en un terreno inexplorado. La transparencia también es pornográfica. Peter Handke dice en una de sus anotaciones: “¿Quién dice que el mundo ya está descubierto?”.

### Desarrollo por Yuval Noah Harari
Tras publicar en 2014 su libro Sapiens: De animales a dioses, con más de 1 millón de ejemplares vendidos y siendo de lectura recomendada por Barack Obama, Mark Zuckerberg y Bill Gates, el historiador y escritor israelí, profesor en la Universidad Hebrea de Jerusalén, Yuval Noah Harari publica en 2016 «Homo Deus: Breve historia del mañana», en el cual lleva la idea del dataísmo más lejos, ubicándola en su contexto histórico.
En Homo Deus, también recomendado por Bill Gates, argumenta que todas las estructuras políticas o sociales competidoras pueden ser vistas como sistemas de procesamiento de datos: «El dataísmo declara que el universo consiste en flujos de datos y que el valor de cualquier fenómeno o entidad está determinado por su contribución al procesamiento de datos».
Harari plantea que «podemos interpretar que toda la especie humana es un sólo sistema de procesamiento de datos, siendo cada uno de los seres humanos un chip». Después argumenta que el conjunto total de la historia del ser humano puede leerse como un proceso de mejora de la eficiencia de este sistema incrementando el número y variedad de procesadores/chips del sistema, incrementando el número de conexiones entre procesadores e incrementando la libertad de movimiento junto con las conexiones existentes. Se puede leer una forma resumida de este argumento en el artículo de Harari en la revista Wired en 2016.
Harari llega a argumentar que el dataísmo, como cualquier otra religión, tiene mandamientos prácticos. Un dataísta debería desear «maximizar el flujo de datos mediante la conexión de cada vez más y más medios» y cree que la libertad de la información es «el mayor bien de todos». Harari también plantea que Aaron Swartz, quien se suicidó en 2013 después de ser procesado por liberar centenares de miles de artículos científicos del archivo en línea JSTOR de forma gratuita, podría ser denominado el «primer mártir» del dataísmo.
Escribiendo para el Financial Times, Harari argumentó que el dataísmo presenta un desafío existencial a la ideología moral dominante del humanismo, que ve a los sentimientos humanos como la última autoridad del mundo: «el humanismo se enfrenta ahora al desafío existencial y la idea de libre albedrío está siendo amenazada... Una vez que los sistemas Big Data me conozcan mejor de lo que yo me conozco a mí mismo, la autoridad se desplazará de los humanos a los algoritmos». Harari predice que la conclusión lógica de este proceso es que con el tiempo los humanos otorgarán a los algoritmos la autoridad para tomar las decisiones más importantes de su vida, como con quién casarse, por ejemplo.

#### Argumentos de Harari acerca del dataísmo
Según Harari,
- Después de cuatro mil millones de años de vida orgánica, la era de la vida inorgánica está comenzando.
- Los principales productos de la economía del siglo XXI no serán los textiles, los vehículos y las armas, sino los cuerpos, los cerebros y las mentes.
- Mientras que la Revolución Industrial creó a la clase obrera, la próxima gran revolución creará la “clase innecesaria”.
- La forma en que los seres humanos han tratado a los animales es un buen indicador de cómo los seres humanos mejorados tratarán al resto.
- El islamismo radical supone un reto imponiendo su resistencia, pero las religiones verdaderamente impactantes saldrán de Silicon Valley, no de Oriente Medio.
- La democracia y el mercado libre se derrumbarán una vez que Google y Facebook nos conozcan mejor de lo que nos conocemos nosotros mismos. La autoridad cambiará de manos: pasará de estar bajo el control de los individuos para ser propiedad de los algoritmos de la red.
- Renunciaremos conscientemente a la privacidad en la búsqueda de una mejor salud.
- Los humanos no lucharán contra las máquinas, se fusionarán con ellas. Nos dirigimos hacia el matrimonio más que a la guerra.
- La mayoría de nosotros no llegará a decidir cómo la tecnología afectará a nuestras vidas porque la mayoría de nosotros no entiende esta tecnología. ¿Cuántos de nosotros, de hecho, votaron sobre cómo funcionaría Internet?

Además, Harari dice que «desde una perspectiva dataísta, podríamos interpretar a toda la especie humana como un único sistema de procesamiento de datos en el que los individuos hacen las veces de chips». En tal caso, también podríamos entender toda la historia como un proceso de mejora de la eficiencia de este sistema, mediante cuatro métodos básicos:
- Aumento del número de procesadores. Una ciudad de 100.000 habitantes tiene más potencia de cómputo que un pueblo de 1.000 habitantes.
- Aumento de la variedad de procesadores. Diferentes procesadores podrían emplear maneras diversas de calcular y analizar datos. Por lo tanto, emplear varios tipos de procesadores en un único sistema podría aumentar su dinamismo y creatividad: una conversación entre un campesino, un sacerdote y un médico podría producir ideas nuevas que nunca aparecerían en una conversación entre tres cazadores-recolectores.
- Aumento del número de conexiones entre procesadores. Tiene poco sentido aumentar únicamente el número y la variedad de procesadores si están poco conectados entre sí. Es probable que una red comercial que conecte diez ciudades produzca más innovaciones económicas, tecnológicas y sociales que diez ciudades aisladas.
- Aumento de la libertad de movimientos a lo largo de las conexiones existentes. Conectar procesadores apenas es útil si los datos no pueden fluir libremente. Construir carreteras entre diez ciudades no será muy útil si están plagadas de ladrones o si algún déspota autócrata no permite que comerciantes y viajeros se muevan como deseen.

#### El dataísmo como religión (según Harari)
La religión emergente más interesante es el dataísmo, que no venera ni a dioses ni al hombre: adora los datos.
Yuval Noah Harari. Homo Deus: Breve historia del mañana, Ed. Debate, 2016, ISBN 978-1945540943.

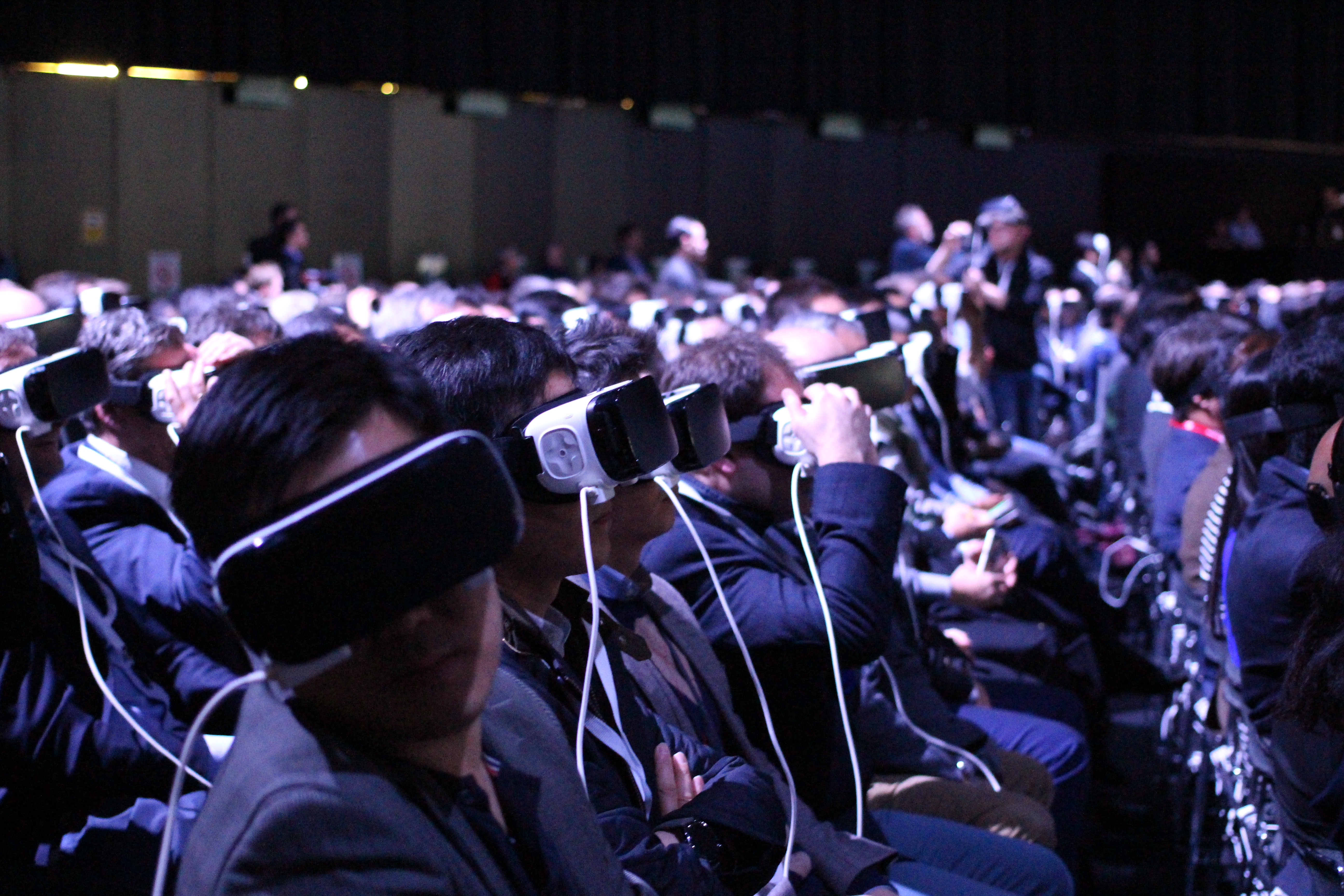
Los dataístas creen que todo lo bueno (incluido el crecimiento económico) depende de la libertad de información. De modo que si queremos crear un mundo mejor, la clave es
liberar los datos.

En el último capítulo de Homo Deus: Breve historia del mañana, titulado «La religión de los datos», Harari expone cómo al igual que el capitalismo, el dataísmo empezó como una teoría científica neutral, pero ahora está mutando en una religión que pretende determinar lo que está bien y lo que está mal. El valor supremo de esta religión es el «flujo de información». Si la vida es el movimiento de información y si creemos que la vida es buena, de ahí se infiere que debemos difundir y profundizar el flujo de información en el universo. Según el dataísmo —continúa Harari—, las experiencias humanas no son sagradas y Homo sapiens no es la cúspide de la creación y el precursor de algún futuro «Homo Deus». Los humanos son simplemente herramientas para crear el «Internet de Todas las Cosas», que podría acabar extendiéndose fuera del planeta Tierra para cubrir toda la galaxia e incluso todo el universo.
Este sistema cósmico de procesamiento de datos será como Dios. Estará en todas partes y lo controlará todo, y los humanos están destinados a fusionarse con él.
Harari explica cómo esta concepción nos recordaría a otras religiones tradicionales: en el hinduismo se cree que los humanos pueden y deben fusionarse con el alma universal del cosmos: el Atman. Para el cristianismo la muerte une a los santos con Dios y aísla a los pecadores de su presencia.
Identifica como un dataísta de Silicon Valley a Raymond Kurzweil, a quien denomina profeta dataísta, de quien dice que usa un lenguaje mesiánico. Como prueba, su libro de profecías se titula La Singularidad está cerca, una reminiscencia del grito de san Juan Bautista: "el reino de los cielos está cerca" (Mateo 3:2).
Para Harari, la tecnorreligión más audaz buscará "cortar del todo el cordón umbilical humanista". Tal tecnorreligión "prevé un mundo que no gire alrededor de los deseos y las experiencias de ningún ser humanoide. ¿Qué puede sustituir los deseos y las experiencias como origen de todo sentido y autoridad? En 2016, únicamente una candidata está sentada en la sala de espera de la historia, aguardando la entrevista de trabajo. Esta candidata es la información."
Harari argumenta que el dataísmo sostiene que el universo consiste en flujos de datos y que el valor de cualquier fenómeno o entidad está determinado por su contribución al procesamiento de datos.
Bill Gates, en un artículo en su página personal recomendando la lectura de Homo Deus, cita las palabras de Harari en las cuales declara que el mayor bien moral es incrementar el flujo de información y que el dataísmo no tiene nada en contra de las experiencias humanas. "Simplemente los dataístas no creen que tengan un valor intrínseco."
Gates responde que "el dataísmo no ayuda a organizar las vidas de las personas, porque no tiene en cuenta el hecho de que las personas siempre tendrán necesidades materiales. Incluso en un mundo sin hambrunas ni enfermedades, seguiríamos valorando el ayudar, interactuar y cuidar los unos de los otros."

#### Críticas a Harari
Al comentar sobre la caracterización de Harari del dataísmo, el analista de seguridad Daniel Miessler cree que este no presenta el desafío a la ideología del humanismo liberal que Harari dice, porque los humanos serán capaces de creer simultáneamente en su propia importancia y en la de los datos.
El propio Harari advierte sobre determinadas críticas que se le pueden hacer al dataísmo, como el problema de la consciencia, sobre la cual el dataísmo es poco probable que pueda arrojar algo de luz. Los seres humanos también pueden descubrir que los organismos no son algoritmos, sugiere.
Otros analistas, como Terry Ortleib han examinado hasta qué punto el dataísmo presenta una amenaza distópica para la humanidad.